# Alexandra Dascalu
Alexandra Dascalu (ur. 17 kwietnia 1991 w Palma de Mallorca w Hiszpanii) – francusko-hiszpańska-rumuńska siatkarka, grająca na pozycji atakującej. Reprezentantka Francji. W sezonie 2020/2021 reprezentowała Polskie Przetwory Pałac Bydgoszcz, zaś od sezonu 2021/2022 jest zawodniczką szwajcarskiego TSV Düdingen.
Jej rodzice byli siatkarzami, a ojciec, Pompiliu Dascalu, jest obecnie trenerem męskiej reprezentacji Luksemburga. Także jej siostra, Silvana, jest siatkarką reprezentacji Francji.